# Дом графини Лаваль
Дом графини Лаваль — памятник архитектуры федерального значения, построенный в конце XVIII — начале XIX века. Расположен в Санкт-Петербурге, современный адрес — Английская набережная, дом 4.

## История
… это был ещё чисто барский дом, в котором проживала великая чудиха, безобразная старуха графиня Лаваль, та самая, про которую ходят слухи, что будто бы она вышивала знамя для декабристов, за что, говорят, её в Третьем отделении не похвалили. Там я увидела в первый раз известного игрока того времени, одноногого генерала Сухозанета, который сидел весь вечер, не вставая, как приклеенный, просидел за карточным столом и то и дело придвигал к себе по зелёному сукну груды червонцев и империалов … Государь Николай Павлович тоже не раз подходил к этому столу, внимательно следил за игрою Сухозанета, и видно было, что он им не очень-то доволен.
«Воспоминания», Мария Фёдоровна Каменская.
В 1820-х годах в доме жил декабрист С. П. Трубецкой, муж урождённой Екатерины Ивановны Лаваль. Салон Лавалей посещали П. А. Вяземский, И. А. Крылов, Н. И. Гнедич, А. Н. Плещеев, И. И. Козлов. В салоне Н. М. Карамзин 10 марта 1816 года читал отрывки «Истории государства Российского», в 1817 году А. С. Пушкин зачитал оду «Вольность». Литературные вечера после восстания декабристов прерывались на несколько лет, но далее восстановились. В 1828 году А. С. Пушкин зачитывал в салоне «Бориса Годунова», в 1832 году Вяземский зачитал гостям салона неопубликованную VIII главу «Евгения Онегина». 16 февраля 1840 года на балу у Лавалей М. Ю. Лермонтов поссорился с сыном французского посла Эрнестом де Барантом, и после дуэли был выслан из Санкт-Петербурга.
В 1872 году дом купил С. С. Поляков, строитель железных дорог. После его смерти, в 1888 году дом достался его сыну - Д. С.  Полякову. 28 ноября 1911 года дом был приобретён казной для размещения Кассационного и Апелляционного департаментов Сената. После Октябрьской революции дом был передан Народному комиссариату юстиции, 24 сентября 1918 года был взят под охрану государства.
С 1965 по 2006 гг. здание принадлежало Центральному государственному историческому архиву (ЦГИА СССР, РГИА). С 2008 года в здании расположен Конституционный суд Российской Федерации.

## Постройка и реставрация
В начале XVIII века на месте дома было каменное здание, принадлежавшее А. Д. Меншикову. В середине 1730-х годов, когда им владел А. И. Остерман, дом был перестроен. В. Ф. Салтыков получил дом в подарок от Елизаветы Петровны в 1743 году, некоторое время здание принадлежало сенатору Н. Е. Муравьеву, а с последней четверти XVIII века перешло во владение Строгановых (сначала владельцем был А. Н. Строганов, потом его сын, Г. А. Строганов).
В 1791—1793 годах дом был перестроен по проекту А. Н. Воронихина — были застроены боковые проезды, перестроены дворовые и выходящие на Галерную улицу флигели, в результате чего дом стал четырёхугольным зданием с замкнутым внутренним двором, оформлен в виде четырёхколонного портика вход. Протяжённость фасада дома увеличилась почти в полтора раза. Бывшему дому Остермана соответствует выступающая часть главного корпуса.
14 июля 1800 года дом купила графиня Александра Григорьевна Лаваль, по её заказу в 1806—1809 годах Тома де Томон вновь перестроил здание, увеличив ширину главного корпуса и установив на крыльце фигуры львов,  возможно, сделанные по рисункам Воронихина (предположение основано не только на том факте, что Воронихин совершал предыдущую перестройку здания, но и на сравнении этой пары львов с другими, схожими по материалу и облику, которые украшают многие постройки Воронихина). Львы, как и балконы второго этажа, сделаны из рапакиви (специалисты отмечают, что на этих фигурах хорошо видно строение камня, выветриваемого из-за сложной формы). Вместо портика парадного входа и ризалита, соответствовавшего ему, возвели новый, в девять окон. 2-3 этажи оформили десятью трёхчетвертными ионическими колоннами. На уровне второго этажа в фасаде прорезали трёхчастные окна с треугольными фронтонами-сандриками, вместо окон третьего этажа были размещены скульптурные панно с античными сюжетами. Было добавлено три балкона. После 1872 года флигели были перестроены ещё раз.
После 1911 года дом был переустроен и отремонтирован под руководством В. А. Пруссакова.
В 1970—1974 годах прошла повторная реставрация Голубой гостиной, Библиотеки Масонского, Бокового, Большого и Столового залов. В реставрации участвовали О. Ю. Педаяс, М. М. Швабский, И. А. Алексеев, В. И. Лаврухин и другие. При реставрации регулярно обнаруживались фрагменты первоначальной, относящейся к началу XIX века, отделки интерьера. Восстановление этой отделки было признано невозможным, но все её остатки были задокументированы.
В 2007 году была обновлена отделка и настенная живопись парадного зала и заново воссоздан вид пострадавшей в войну сенатской церкви, отреставрирована роспись, проведена реставрация Помпейского зала. На месте ветхих построек во внутреннем дворе под руководством С. Ю. Бобылева создали новый корпус.

### Интерьеры
Лучшее произведение нашего друга Тома де Томона, его гранитная лестница, является, вероятно, самой красивой в Петербурге.
Жозеф де Местр
В здании был зал-музей классических древностей, выставочный зал, малая столовая, мраморный зал, музыкальный салон. Жилые помещения находились в нижнем этаже и флигелях. Мебель и прочее убранство были созданы специально для каждого интерьера, полы набирались из редких пород дерева. В библиотеке насчитывалось пять тысяч томов, в коллекции Лаваль были Рембрандт, Рубенс, Рёйсдал, Лоррен, Альбани, Гверчино и другие, было представлено древнеегипетское и античное искусство. Часть собрания с 1852 года находится в Эрмитаже.
Из спроектированных Тома де Томоном интерьеров сохранились Вестибюль и Парадная лестница. В 1818 году был дополнительно, по проекту архитектора Н. Шарпантье, создан Большой (Помпейский) зал, он же оформил помещение Библиотеки росписью гризайль. Также в технике гризайль был расписан свод Парадной столовой, изображения были посвящены культу Вакха. В Вестибюле расположены колонны и пилястры дорического ордера без баз, круглое помещение лестницы перекрыто кессонированным куполом с размещённым в центре световым фонарём, украшено лепными звёздами и розеттами. Помещения второго этажа декорированы живописью, лепкой, искусственным мрамором. Над плафоном Большого зала работали художники Барнаба Медичи и С. А. Безсонов, повторно перекрытие и падуги зала расписали в помпейском стиле в 1830х годах, предположительно по проекту А. П. Брюллова. Отделку Голубой гостиной в 1840-х годах выполнили по проектам архитектора Г. А. Боссе. С. С. Поляков после 1872 года изменил отделку нескольких залов, в частности, той же Голубой гостиной. При переустройстве Пруссакова в здание добавили новые коридоры, световые фонари, перепланировали часть парадных помещений. Была уменьшена ширина маршей Парадной лестницы для создания обходной галереи, уничтожен сад с фонтаном во внутреннем дворе, отреставрирована роспись интерьеров.

### Восстановление после Великой Отечественной войны
В Великую Отечественную войну дом был повреждён. 13 ноября 1941 года авиабомба разрушила центральную часть главного корпуса: обвалился купол, пробило перекрытие Большого зала, осыпалась большая часть живописного плафона, обрушился центральный балкон, повреждены фигуры львов, разбиты капители колонн и один из барельефов на фасаде. 20 ноября 1941 года снарядом было повреждена одна из комнат первого этажа и перекрытие Вестибюля, позднее случилось попадание ещё двух снарядов. Для создания условий восстановления в 1943 году бригада под руководством А. М. Соколова обмеряла интерьеры, Г. В. Аскинази калькировал роспись стен в Столовой и скопировал её фрагменты. Сама реставрация началась в 1945 году, до окончания войны.
В 1945-47 годах были восстановлены стены и перекрытия. В 1946 году скульптор К. П. Дёмина, которую консультировал И. В. Крестовский, на основании сохранившихся фрагментов, довоенных фотографий и изображений А. П. Брюллова воссоздала барельеф фасада. Работами по восстановлению интерьеров руководил А. Л. Ротач. Росписи плафона и люнетов Библиотеки восстанавливали в 1947 году под руководством Н. В. Перцева. В 1948—1951 годах восстанавливали Помпейский зал: смонтировали новые фермы и прогоны перекрытия, подшивку там, где она сохранилась, подтянули к балконам, иначе создали заново. Роспись укрепили, расчистили и восстановили под руководством О. Ю. Педаяса. В люнетах над окнами живопись была полностью уничтожена, для восстановления использовали композиции противоположной стены.
В 1953 году реставрировали Парадную лестницу; восстановили первоначальную облицовку из искусственного мрамора, обнаруженную под слоем краски. Фигуры львов восстановил в 1959 году В. А. Цыганков, вырубив утраченные гранитные части и установив их на металлические пироны.

## Галерея
«Высокий дом

На берегу Невы,

Обита лестница ковром,

Перед подъездом львы.
Н. А. Некрасов, «Русские женщины».

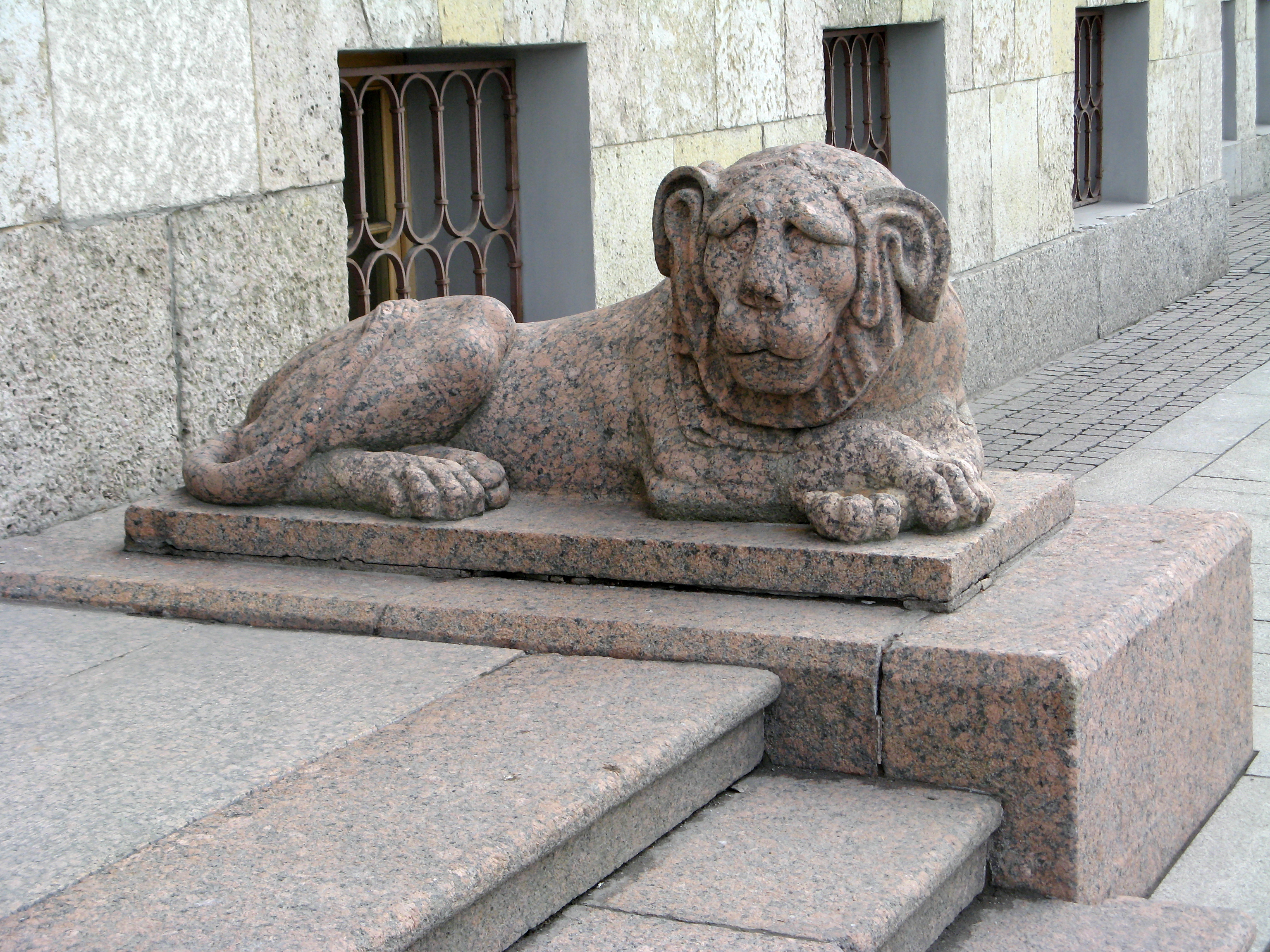
Дом Лаваль, лев на крыльце
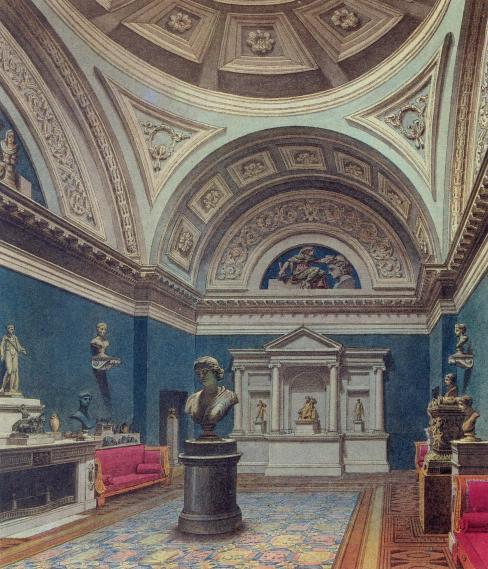
Выставочный зал дома, южная половина, 1819 год. Акварель М. Н. Воробьёва
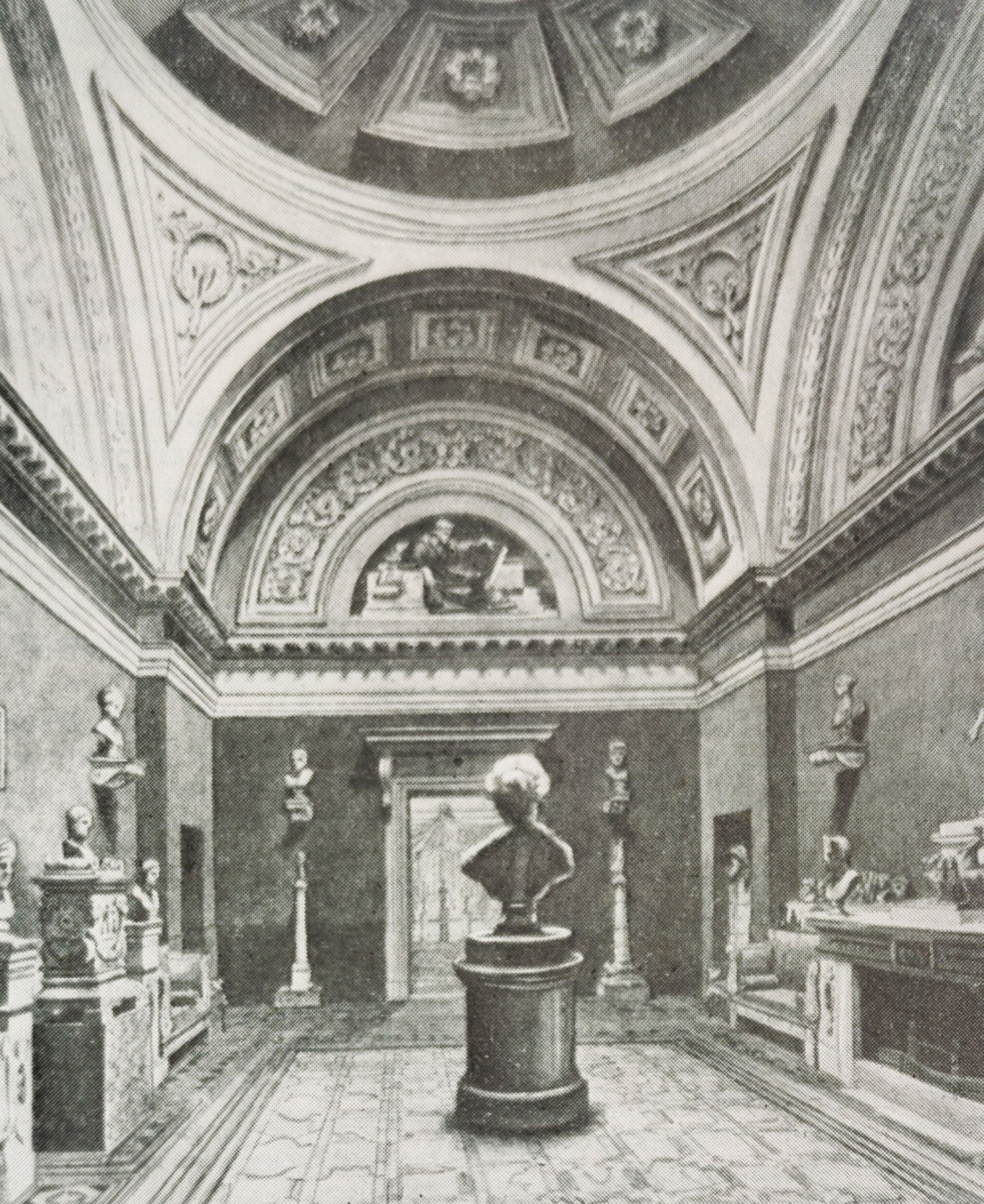
Выставочный зал дома, северная половина, 1819 год. Акварель М. Н. Воробьёва
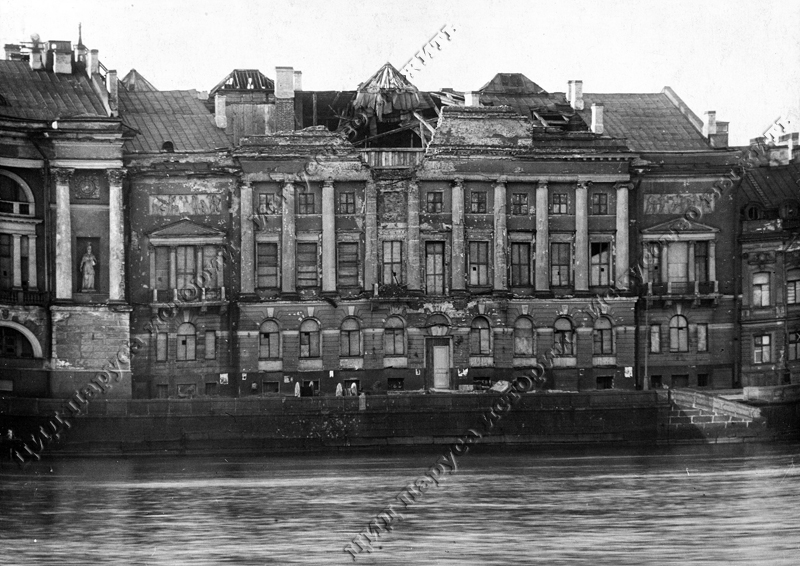
Фотофиксация разрушений, из акта 1944 года